# Centre d'étude et de recherche technologique en aérothermique et moteurs
Le CERTAM (Centre d’Étude et de Recherche Technologique en Aérothermique et Moteurs) est un centre régional d'innovation et de transfert de technologie situé au technopôle du Madrillet à Saint-Étienne-du-Rouvray. Son activité se concentre principalement dans les domaines de l'innovation, des essais moteurs, de la qualité de l'air et de la caractérisation des émissions polluantes,.

## Historique
Le CERTAM est fondé en 1991 par Pierre Valentin.

## Activités

### Moteurs
Le CERTAM dispose de moyens d'essais de type bancs d'essais moteurs thermiques et électriques.

### Qualité de l'air
Le CERTAM dispose de l'équipement et du savoir-faire pour récréer les caractéristiques des pollutions des différentes mégapoles du monde.
Il est capable de tester des solutions de filtration, de capteurs de polluants, d’intelligence embarquée dans le contrôle de la Qualité d’Air Habitacle en fonction du ou des marchés ciblés dans des conditions parfaitement maîtrisées,.

### Industrie
Les cimenteries, incinérateurs de déchets, mais aussi papeteries ou verreries sont concernées par la problématique des rejets dans l’atmosphère. Le CERTAM met au point des outils innovants permettant de mesurer les émissions gazeuses et particulaires et intervient sur sites industriels sur la France ainsi que sur navires.

### Caractérisation des masques grand public
Afin de mieux lutter contre la propagation de la Covid-19, le CERTAM a été désigné tiers compétent par la DGE pour l’évaluation des masques grand public. Les fabricants et importateurs doivent préalablement faire réaliser des essais par des tiers compétents afin de démontrer les performances des masques et leur conformité aux attentes de la catégorie à laquelle ils appartiennent,,.